# Megasema nisseni
Megasema nisseni là một loài bướm đêm trong họ Noctuidae.